# UHC Hamburg
Maillots
L'Uhlenhorster Hockey-Club (également connu sous le nom d'UHC Hamburg) est un club allemand de hockey sur gazon et de tennis basé à Hambourg. Elle a été fondée en 1901, depuis 1923 leur terrain d'attache est situé à Hummelsbüttel, arrondissement de Wandsbek.
L'Uhlenhorster HC est l'un des clubs les plus titrés d'Allemagne, tant au niveau senior qu'académique, avec des équipes évoluant en Bundesliga masculine et féminine. L'équipe masculine a remporté l'Euro Hockey League à trois reprises. Uhlenhorster Hockey Club Academy est l'une des principales académies de hockey en Europe et a formé un certain nombre de joueurs internationaux.

## Honneur

### Hommes
Bundesliga
- Vice-champions (8): 1942-1943, 1964-1965, 2003-2004, 2006-2007, 2008-2009, 2009-2010, 2014-2015, 2015-2016

Euro Hockey League
- Champions: (3): 2007-2008, 2009-2010, 2011-2012
- Vice-champions (2): 2008-2009, 2014-2015

Bundesliga en salle
- Champions (3): 1963-1964, 2001-2002, 2017-2018
- Vice-champions (3): 1962-1963, 2010-2011, 2011-2012

Coupe d'Europe des clubs masculine de hockey en salle
- Vice-champions (1): 2003

### Femmes
Bundesliga
- Champions (6): 1962–1963, 2008–2009, 2010–2011, 2014–2015, 2015–2016, 2016–2017
- Vice-champions (11): 1956–1957, 1957–1958, 1958–1959, 1959–1960, 1960–1961, 1961–1962, 2009–2010, 2011–2012, 2012–2013, 2013–2014, 2017–2018

Coupe d'Europe des clubs champions féminine de hockey sur gazon
- Vice-champions (3): 2010, 2017, 2018

Bundesliga en salle
- Vainqueurs (2): 2013–2014, 2016–2017
- Vice-champions (2): 1962–1963, 2009–2010

Coupe d'Europe des clubs féminine de hockey en salle
- Champions (2): 2015, 2018

## Joueurs notables

### Internationaux masculins
Allemagne
- Florian Fuchs
- Moritz Fürste
- Nicolas Jacobi
- Oliver Korn
- Jan-Philipp Rabente

 Argentine
- Germán Orozco
- Matías Paredes

 Nouvelle-Zélande
- Shea McAleese

 Union soviétique
- Sos Hayrapetyan

 Espagne
- Xavier Ribas

### Internationaux féminins
Irlande
- Nicola Evans

## Sélectionneurs
- Tina Bachmann